# Светлина на пътя
„Светлина на пътя“ (на испански: Una luz en el camino) е мексиканска теленовела, режисирана от Бенхамин Кан, Алфредо Гурола и Лили Гарса и продуцирана от МаПат Лопес де Сатарайн за Телевиса през 1998 г., базирана на аржентинската теленовела El árbol azul от 1991 г., създадена от Марио Л. Мортео.
В главните роли са Гилермо Капетийо, Вероника Мерчант и Мариана Ботас, в главните поддържащи роли са Еухения Каудуро и Едуардо Верастеги, а в отрицателните – Сусана Сабалета, Рамон Абаскал и Сайде Силвия Гутиерес. Специално участие вземат първите актьори Ото Сирго, Лус Мария Агилар и Марио Касияс.

## Сюжет
Ана Олвера, съпруга на Родриго Гонсалес де Алба и майка на малката Лусиана, умира от мозъчна аневризма. Междувременно майката на Родриго, доня Клара, решава да се грижи за Лусиана и да се опита да запълни поне малко празнотата, оставена от майка ѝ.
В същото време Марсела е млада студентка, която току-що е завършила детска психология, с най-добрите оценки в курса си и с предложение да преподава в университета, който е завършила. Марсела е на път да се омъжи, но за съжаление годеникът ѝ претърпява самолетна катастрофа и умира точно същия ден, в който умира Ана Олвера.
За Родриго и Марсела е трудно да преодолеят смъртта на своите близки, затова се опитват да намерят убежище в работата си. Родриго обаче е забравил нещо съществено - да прекарва време с дъщеря си, която остава много пренебрегната след смъртта на майка си.
Пет години по-късно Лусиана вече е очарователно 7-годишно момиченце, което живее с баба си по бащина линия. За съжаление доня Клара претърпява автомобилна катастрофа и изпада в кома. Хуан Карлос, педиатърът на Лусиана и най-добрият приятел на Марсела, съветва Родриго да заведе момичето при детски психолог, за да ѝ помогне да преодолее всичко, което може да се случи с баба ѝ.
Лусиана и Родриго се срещат с Марсела, която ще се опита да ѝ помогне.
Лусиана и Марсела стават големи приятелки. Момичето открива в Марсела топлината на майка и нищо не я вълнува повече от това да види баща си и Марсела заедно. Но не всичко изглежда добре за Лусиана - Астрид, приятелката на баща ѝ, е лекомислена жена с лошо сърце, която иска да се омъжи за Родриго, за да се домогне до парите му. В отсъствието на Родриго Астрид презира и малтретира Лусиана, която осъзнава, че ако тази сватба се състои, тя ще бъде изпратена в интернат в Европа и никога повече няма да види баща си.
За щастие Елисео, забавен фермер, който става добър приятел на Лусиана, помага на момичето да постави капан на Астрид. Родриго осъзнава истинските ѝ намерения и прекратява годежа им. Лусиана не може да бъде по-щастлива, точно като Родриго, който най-накрая има свободата да спечели Марсела.
Детският лагер е на път да започне и въпреки постоянните молби, които отец Федерико и Хуан Карлос отправят към Марсела да бъде психолог на лагера, тя отказва, защото не иска да оставя консултациите си, а също и Родриго, с когото е започнала връзка. Въпреки това, Астрид, която иска да раздели двойката на всяка цена, предизвиква пожар в офиса на Марсела и я клевети професионално, заради което е уволнена от университета. Накрая тя ѝ поставя капан, който кара Родриго да прекъсне връзката си с нея.
Лусиана приема за своя мисия да събере баща си с Марсела, за да има най-накрая семейството, от което толкова много се нуждае.    

## Актьори
- Гилермо Капетийо – Родриго Гонсалес де Алба
- Вероника Мерчант – Марсела Виляреал
- Мариана Ботас – Лусиана Гонсалес де Алба Олвера
- Сусана Сабалета – Астрид дел Вайе
- Сайде Силвия Гутиерес – Елодия Видал
- Рамон Абаскал – Ренато
- Лус Мария Агилар – Клара Гонсалес де Алба
- Марта Аура – Чоле
- Марио Касияс – Дон Елисео де ла Гарса
- Едуардо Верастеги – Даниел
- Еухения Каудуро – Луиса Фернанда
- Орландо Мигел – Мигел
- Мария Марсела – Лорена
- Ото Сирго – Отец Федерико
- Грасиела Дьоринг – Маргарита
- Тере Лопес Тарин – Йоланда
- Арчи Лафранко – Хуан Карлос
- Артуро Барба – Енрике
- Фернандо Несме – Хосе Рамон
- Барбара Фере – Мерседес
- Роландо Брито – Бруно Сан Мартин
- Гретел Роча – Паулина
- Найделин Наварете – Вики де лос Сантос
- Майте Итуралде – Лупита
- Луис Фернандо Мадрид – Паблито
- Роберто Марин – Марко
- Ники Монделини – Виктория де Де лос Сантос
- Перла Хасо – Берта
- Хосе Антонио Марос – Дон Пабло
- Габриел Михарес – Маноло
- Клаудия Ортега – Ортенсия
- Найели Пелисер – Селия
- Радамес де Хесус – Дарио
- Силвия Еухения Дербес – Магда
- Едмундо Ибара – Херман
- Патрисио Кастийо – Томас
- Антонио Ескобар – Армандо
- Бенхамин Ислас – Ismael
- Мики Сантана – Андрес
- Валери Сирго – Ивон
- Оскар Травен – Луис Трехо
- Марта Наваро – Консуело
- Андреа Легарета – Ана Олвера де Гонсалес
- Марсела де Галина – Мария Марсела
- Карла Кегел – Сусана
- Паола Кегел – Силвана

## Премиера
Премиерата на Светлина на пътя е на 6 април 1998 г. по Canal de las Estrellas. Последният 85. епизод е излъчен на 31 юли 1998 г.

## Награди и номинации
Награди Браво 1999
| Категория                | Номиниран     | Резултат |
| ------------------------ | ------------- | -------- |
| Най-добро детско участие | Мариана Ботас | Печели   |

## Версии
- Светлина на пътя е адаптация на El arbol azul – аржентинска теленовела, продуцирана от El Trece през 1991 г., с участието на Белен Бланко, Андрес Висенте и Морена Друхас. В последната си част Светлина на пътя се основава на оригинална история, базирана на живота на чичото на продуцентката МаПат Лопес де Сатарайн, създател на първия лагер в Мексико.